# دنی پودالیدس
دنی پودالیدس (فرانسوی: Denis Podalydès‎؛ زادهٔ ۲۲ آوریل ۱۹۶۳) فیلم‌نامه‌نویس و صداپیشه اهل فرانسه است.
از فیلم‌ها یا برنامه‌های تلویزیونی که وی در آن نقش داشته است، می‌توان به رمز داوینچی، پنهان، هر کس سینمای خودش، مایریگ، پیروزی، هرکس را که می‌خواهید ببوسید، شارل کبیر،  فریب، رئیس‌جمهورها و آدم اول اشاره کرد.